# DB353
La tumba DB353 (también llamada TT353) es la tumba secreta de Senenmut y fue descubierta por el arqueólogo estadounidense Herbert Winlock, director de la Expedición Egipcia del Metropolitan Museum de Nueva York, en 1925-1926.
En Deir el-Bahari, justo antes de llegar a la entrada de la terraza inferior del templo funerario de Hatshepsut, por el lado norte, hay una abertura pequeña pero profunda que corresponde a una antigua mina de arcilla y en el fondo de la cual está la entrada de la tumba inacabada de Senenmut, el Superintendente en Jefe de Amón, administrador de los bienes de la princesa Neferura y Arquitecto real de la reina-faraón Hatshepsut (1490-1468 a. C). Fue excavada profundamente en la roca de manera que quedase situada en correspondencia exacta con la primera terraza del gran templo funerario que levantó para su soberana y tal vez, según algunas teorías, amante.
Un largo y estrecho corredor desciende 60 ms hasta una pequeña cámara en cuyas paredes se escribieron citas del Libro de los Muertos y en su techo se dibujó el primer techo astronómico conocido de la historia egipcia, con una reproducción de los doce meses del calendario lunar, así como las figuras que simbolizaban las estrellas y constelaciones del hemisferio septentrional. Otro corredor descendente más corto lleva a otra pequeña cámara desnuda y desde allí una rampa baja hasta la cámara funeraria abovedada.
El estudio del techo astronómico mediante complejos cálculos matemáticos y astronómicos han permitido datarla con precisión en el año 1473 a. C, el decimoséptimo año de reinado de Hatshepsut. No se conocen la fecha y circunstancias de la muerte del alto funcionario, pero si aún vivía cuando murió la reina en el vigésimo primer o vigésimo segundo año de su reinado, sin duda cayó en desgracia ante el nuevo soberano, Tutmosis III.